# Pula-pula-de-sobrancelha
Mariquita-de-sobrancelha-branca ou pula-pula-de-sobrancelhas (Myiothlypis leucophrys) é uma espécie de ave da família Parulidae, tribo Parulini.
É endémica do Brasil. Seus habitats naturais são: florestas subtropicais ou tropicais húmidas de baixa altitude.